# Keniaans honkbalteam

Vlag van Kenia.

Het Keniaans honkbalteam is het nationale honkbalteam van Kenia. Het team vertegenwoordigt Kenia tijdens internationale wedstrijden. Het Keniaans honkbalteam hoort bij de Afrikaanse Honkbal & Softbal Associatie (AHSA).